# Waha (Cameroun)
Pour les articles homonymes, voir Waha (homonymie).
Waha (ou Warha) est une localité du Cameroun située dans l'arrondissement de Petté, le département du Diamaré et la région de l’Extrême-Nord. Elle fait partie du canton de Fadaré.

## Population
En 1975, la localité comptait 34 habitants, des Mousgoum.
Lors du recensement de 2005, on y a dénombré 231 personnes.